# Martinus van Andringa

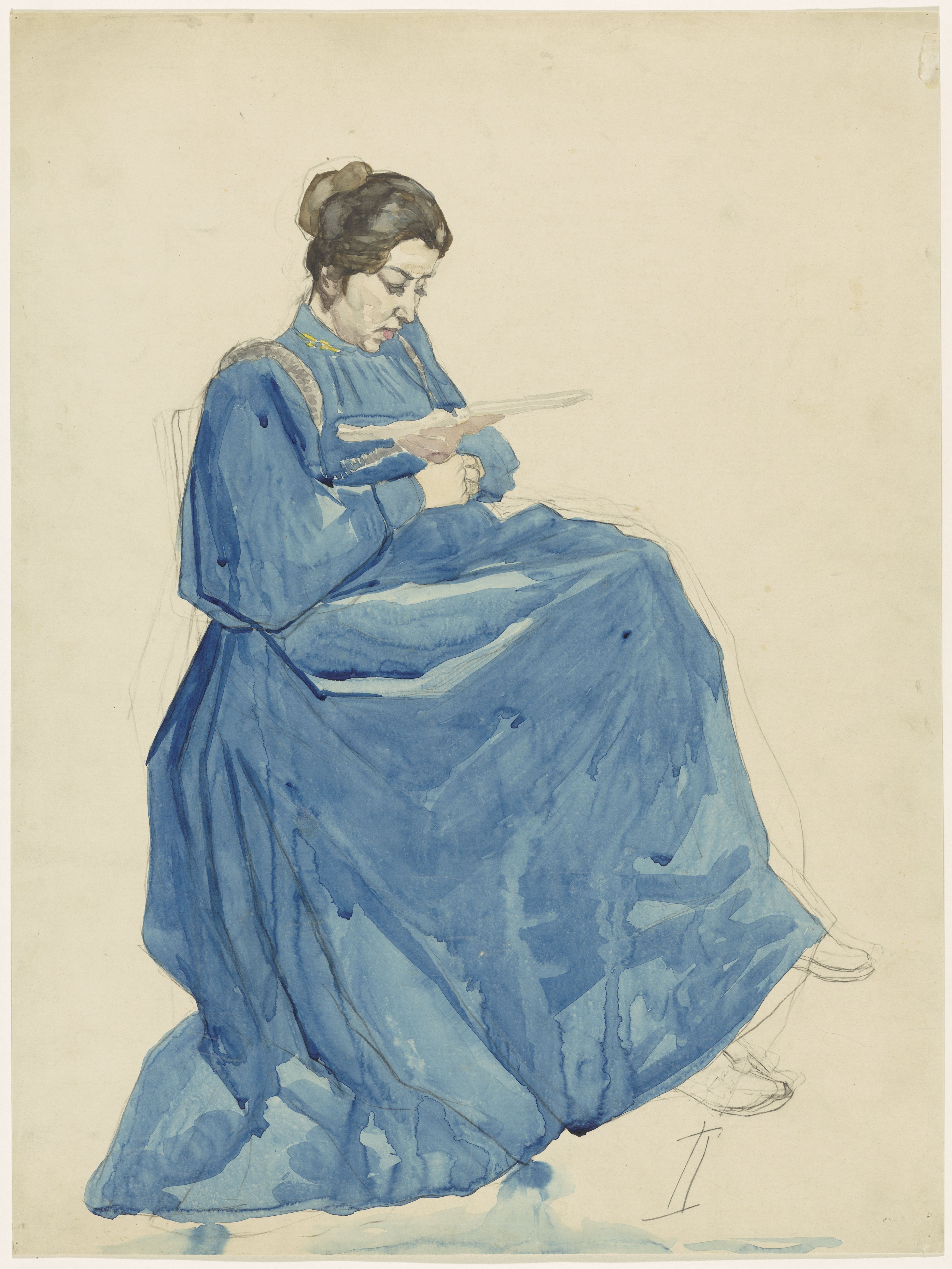
Lesende Frau im blauen Kleid

Martinus van Andringa (* 11. April 1864 in Leeuwarden; † 19. Oktober 1918 in Amsterdam) war ein niederländischer Porträt-, Stillleben- und Landschaftsmaler.
Van Andringa war Schüler von Johannes Hinderikus Egenberger in Groningen, Alfred Jean Andre Cluysenaar in Antwerpen, Jean-François Portaels in Brüssel und Fernand Cormon in Paris.
Er malte, aquarellierte und zeichnete hauptsächlich Figuren (Akte und Porträts), Interieurs, Landschaften und Stillleben. Er war Mitglied von „Arti et Amicitiae“ in Amsterdam.
Er lebte und arbeitete in Groningen, Brüssel, Düsseldorf, Paris, Haarlem bis 1892, Leeuwarden bis 1894, Den Haag bis 1897, Uccle (Belgien) bis 1918, dann ab dem 16. September 1918 in Amsterdam.